# Selwo Aventura
Selwo Aventura es un parque temático y zoológico perteneciente a la cadena Parques Reunidos, situado en el municipio andaluz de Estepona, Málaga, España.
Este parque ocupa una extensión de 100 hectáreas y exhibe más de 2000 animales de diferentes especies procedentes de todos los continentes. Pero las especies africanas son las predominantes en el parque.
Ofrece actividades de ocio como puentes colgantes, safari serengueti, tirolina y tiro con arco.
Cuenta con aulas educativas y lúdicas para niños. El parque incluye un hotel en su interior y alojamiento en cabañas.